# Galerucella semipullata
Galerucella semipullata es una especie de insecto coleóptero de la familia Chrysomelidae.
Fue descrita científicamente en 1864 por Clark.